# جيمس ميلر (كرة سلة)
جيمس ميلر (بالإنجليزية: James Miller)‏ مواليد 23 أغسطس 1979 في كارولاينا الشمالية، هو لاعب كرة سلة أمريكي. بدأ مسيرته الاحترافية في سنة 2001. يبلغ طوله 6 قدم 0 بوصة (1.8 م).

## المسيرة الاحترافية
لعب مع بريست في موسم 2002–2003، ثم لعب مع سندسفال دراغونز في سنة 2004، ثم لعب مع تروتاموندوس دي كارابوبو في سنة 2005، ثم لعب مع نادي أمستردام لكرة السلة في موسم 2005–2006.

## روابط خارجية
- جيمس ميلر على موقع كلية كرة السلة في سبورتس رفرنس.كوم (الإنجليزية)
- جيمس ميلر على موقع ريلجم (الإنجليزية)
- جيمس ميلر على موقع بروبوليرز (الإنجليزية)